# Blechnum medium
Blechnum medium là một loài dương xỉ trong họ Blechnaceae. Loài này được R. Br. Christenh. mô tả khoa học đầu tiên năm 2011.